# Pellenes arciger
Pellenes arciger är en spindelart som först beskrevs av Charles Athanase Walckenaer 1837.  Pellenes arciger ingår i släktet Pellenes och familjen hoppspindlar. Inga underarter finns listade i Catalogue of Life.